# Pocota stackelbergi
Pocota stackelbergi är en tvåvingeart som beskrevs av Violovitsh 1957. Pocota stackelbergi ingår i släktet pälsblomflugor, och familjen blomflugor. Inga underarter finns listade i Catalogue of Life.